# Sambi
För andra betydelser, se Sambi (olika betydelser).
Sambi är en federativ IT-infrastrukturlösning som möjliggör inloggning för användare över organisationsgränser i Sverige. Sambi drivs av Internetstiftelsen.
Personal inom vård, hälsa, omsorg inklusive tandläkare, apoteksaktörer och veterinärer kan logga in i sin egen organisation med e-legitimation genom så kallad single sign-on och därigenom få åtkomst till de digitala tjänster hemorganisationen har avtal med och som är anslutna till Sambi. Det innebär att medlemmar kan vara exempelvis statliga myndigheter, regioner, kommuner eller andra juridiska personer eller privata näringsidkare inom området.